# Schloss Romont
Das Schloss Romont ist ein Herrschaftssitz in Romont (deutsch Remund) im Glanebezirk des Kantons Freiburg in der Schweiz.

## Lage
Die Schlossanlage befindet sich an der nach ihr benannten «Rue du Château» (deutsch Schlossstrasse) südöstlich der «Kollegiatkirche»  Notre-Dame-de-l’Assomption. Hier führt die Verbindung von Freiburg nach Lausanne vorbei.

## Geschichte
In der Hochphase des Konfliktes zwischen dem Domkapitel/der Stadt und den Bischöfen von Lausanne überliess ein Anselm vom Billens 1239 Peter II. von Savoyen die Rechte an dem Hügel in Romont (1177 in Rotundo Monte), auf dem heute das Schloss samt der Stadt steht. Peter II. war von 1226 bis 1233 Domherr, hatte das Bistum Lausanne von 1229 bis 1231 selbst als Administrator verwaltet und seinen Nachfolger, den Bischof Bonifatius von Lausanne, wohlwollend begleitet. Als dieser aufgrund seiner eingreifenden Massnahmen in Bedrängnis geriet und im Jahr 1238 sogar nach Rom fliehen musste, griff das Haus Savoyen erneut ein, und erreichte, dass ihr Gefolgsmann Peter von Grandson zum Administrator ernannt wurde. Es gelang dann aber nicht, Philipp I. von Savoyen im Jahr 1240 als neuen Bischof einzusetzen.
Peter II., der den geistlichen Stand im Jahr 1234 verlassen hatte und den Einfluss der Bischöfe von Lausanne zunehmend zurückdrängte, hatte mit diesem Akt aus dem Jahr 1239 dem Bistum ein weiteres Territorium abgerungen und entsandte – vermutlich sofort – einen Kastlan nach Romont, der dort im Jahr 1240 erstmals nachweisbar ist. Dieser erbaute eine Burg und gründete daneben ein burgum, während der Konflikt um die Nachfolge von Bonifatius zu einem Krieg eskalierte. Es gelang aber im Jahr 1244 der Friedensschluss zwischen den Bischöfen und den Savoyern, der auch dazu führte, dass Romont aus der Pfarrei Billens gelöst wurde. Peter II. nannte sich recht bald «Graf von Romont». Wie weit der Bau der Burg zu diesem Zeitpunkt fortgeschritten war, ist nicht bekannt. Auch war es noch keine eigene Grafschaft, sondern nur ein Nebensitz. In den Folgejahren etablierte sich eine 130 Quadratkilometer grosse savoyische Kastlanei, die als territorialer Vorgänger des heutigen Glanebezirkes gelten darf. Sie entwickelte sich zum wichtigen Vorposten und Brückenkopf der Savoyer. Bis zum Jahr 1260 scheint die Burg weitgehend fertig gestellt worden zu sein. Erbaut wurde ein «carré savoyard» (deutsch savoyisches Quadrat), also eine Vierseitanlage mit Donjon in der Südwestecke. Da es im Ort eine weitere Burg mit Rundturm gab, wurde diese «Petit Donjon» (heute «Tour à Boyer»), das Schloss aber «Grand Donjon» genannt. Auch diese Burg soll ihrer Entstehung Peter II. verdanken.
Von 1285 bis 1359 stand die Kastlanei Romont als Apanage den Herren von Savoyen-Waadt zu, dann wurde sie an Graf Amadeus VI. von Savoyen verkauft. Im Jahr 1439 verwandelte sein Nachfolger Amadeus VIII. von Savoyen den Gesamtkomplex aus Burg, Stadt, Gerichtsbarkeit und Schloss in seinem Testament in eine Grafschaft um, die sein Halbbruder Humbert erhielt. Herzog Ludwig von Savoyen übertrug die Grafschaft 1460 seinem Sohn Jakob von Savoyen, der sie in Folge der Burgunderkriege aber an Bern verlor, nachdem die Eidgenossen das Schloss im Jahr 1476 besetzt hatten. Zwei Jahre später gelangte die Grafschaft wieder an die Hauptlinie des Hauses Savoyen (Jolande von Frankreich). Dies führt zu hausinternem Streit, da Jakobs Tochter Françoise Louise von Savoyen 1486 Anspruch auf die Grafschaft Romont erhob, was ihr schliesslich aber nur eine Entschädigungszahlung einbrachte.
Die Alltagsgeschäfte regelte hingegen stets der Kastlan, der von den Herren von Romont eingesetzt und bezahlt wurde. Er verwaltete die Gerichtsbarkeit, die Verteidigung, war Vertreter Romonts in der Ständeversammlung der Waadt und kümmerte sich um die Buchführung. Diese dominante Rolle hatte er bis zum Jahr 1536 inne, als die Eroberung des Waadtlandes durch Bern dazu führte, dass sich Romont Freiburg anschloss, um den katholischen Glauben beibehalten zu können. Aus der savoyischen Kastlanei wurde nun eine freiburgische Vogtei Romont und als Vögte residierten Patrizier aus Freiburg im Schloss. Im Jahr 1579 stürzten Teile der Burg ein, so dass sie bis 1591 wieder aufgebaut werden musste. Matthäus Merian spricht hingegen noch im Jahr 1642 in der «Topographia Helvetiae, Rhaetiae et Valesiae» von dem jetzt zerbrochenen Bergschloß. Das Vogteischloss erlebte insgesamt 55 Vögte.
Der Einmarsch der Franzosen im Jahr 1798 beendete dies und aus der Vogtei wurde nun eine Präfektur, die bis 1848 bestand. Dann wurden Romont und Rue zum Glanebezirk vereint. Die Savoyer hatten formell schon im Jahr 1578 auf die Grafschaft Romont verzichtet, führten aber sowohl als Herzöge von Savoyen als auch als Könige von Sardinien und Italien noch bis zum Jahr 1946 diesen Grafentitel in ihrem eigenen Titel. Das Schloss wurde zuletzt in den Jahren 1921 bis 1929 sowie 2006 in grösserem Stil umgebaut.

## Baubeschreibung
Es wird vermutet, dass die Burg einen Vorgängerbau hatte, der den Herrn von Billens gehörte. Dies wird für eine «Le Poyet» genannte Burg angenommen. Nachweisbare Reste sind aber keine bekannt. Vom romanischen Bau der Savoyer stammen noch die Außenmauern und der Bergfried, wohingegen grosse Teile der Schlossanlage aus dem Wiederaufbau der Jahre 1579 bis 1591 stammen und somit der Renaissance zuzuordnen sind. Der Eingang war früher nur über eine Zugbrücke zu erreichen. Wahrscheinlich handelte es sich um ein Wasserschloss. Der heutige Torturm entstand in den Jahren 1586 bis 1589 nahe der Südwestecke neben dem Hauptturm. Im Hof befindet sich ein Wasserrad aus dem Jahr 1772. Die Mantelmauern und der regelmäßige Grundriss samt Hauptturm erinnern an andere Burgen der Savoyer, etwa das Schloss Yverdon oder Morges. Die Mauer umgibt die heutigen Gebäudetrakte, die an der Hofseite überdachte Galerien besitzen. Dendrochronologische Untersuchungen am alten Wohntrakt im Jahr 2006 ergaben das Jahr 1249, so dass Romont aktuell als Prototyp des «carré savoyard» gilt.
Die Ostseite prägen mehrere quadratische Türme, die in den Bau eingezogen wurden. Hier wurde zudem ein Gebäudetrakt aus der Gebäudeflucht verschoben erbaut, der «neues Schloss» (hingegen französisch château fribourgeois) genannt wurde, weil er der neue Vogteisitz war. In ihm befindet sich der Vogteisaal mit Wandmalerei des 16. Jahrhunderts. An der Hofseite besitzt dieser Bau einen weiteren Turm, der als achteckiger Treppenturm das Gebäude mit erschliesst. Das «neue Schloss» besitzt heute eine Glas-Galerie von 2006 an seiner Nordseite und dominiert die Außenseite der Südostecke mit seinem vorkragenden Krüppelwalmdach. Die Südseite besitzt den Torturm mit einem Wappen über dem Eingang sowie einen Wehrgang auf der Mauer. Die Fenster sind barockisiert. Der 38 Meter hohe Hauptturm mit seinem Kegeldach gehört zu den ortsbildprägenden Bauten von Romont. Auch die Westseite besteht aus hohen Mauern mit Wehrgang und Schlitzfenstern, wohingegen an der Nordseite ein zentraler hoher Wohnbau («altes Schloss»; französisch château savoyard) mit zwei flacheren Seitengebäuden steht. Archäologische Untersuchungen konnten nachweisen, dass sein Portikus bereits der dritte an dieser Stelle ist. In das 16. Jahrhundert gehören zudem der Rundbogen des Haupttores und der 40 Meter tiefe Brunnen im Hof.

Schlossansichten
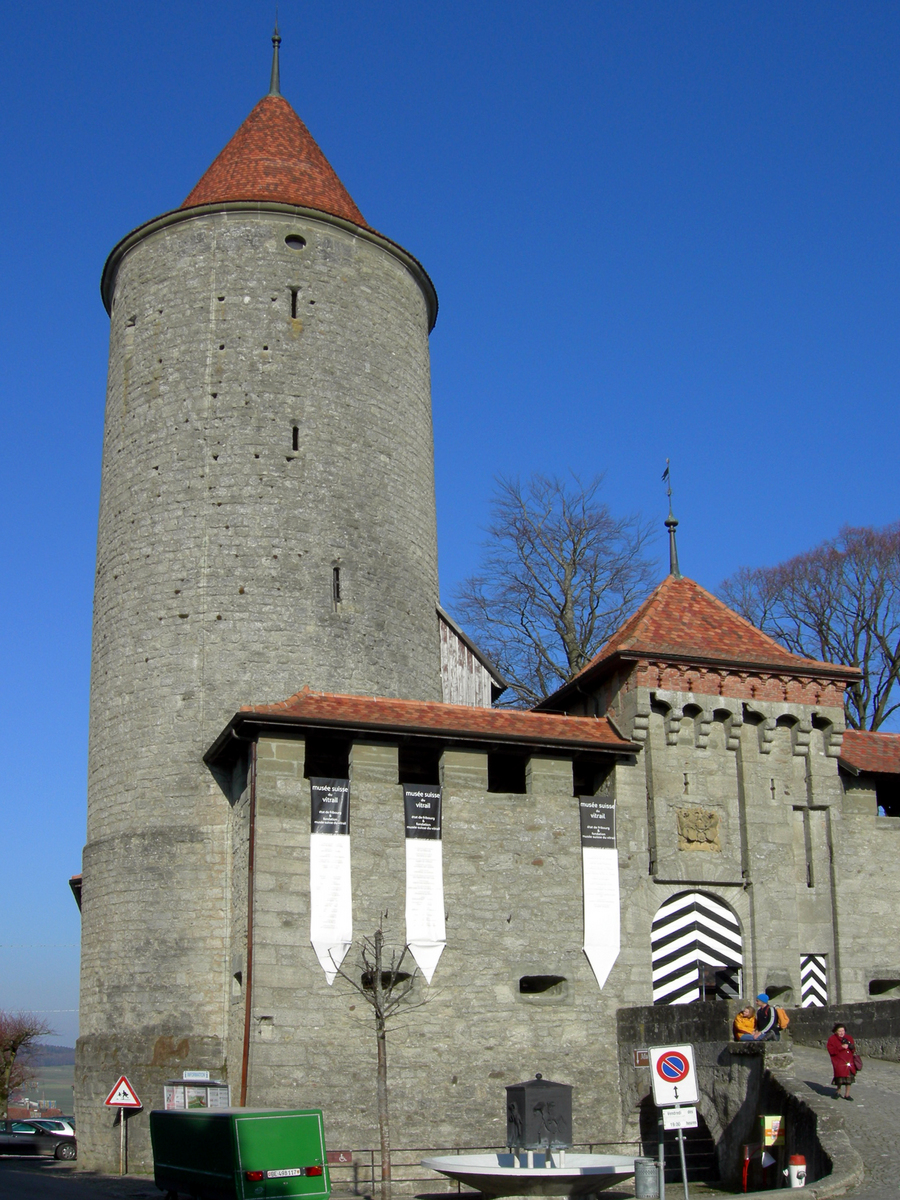
Donjon und Torturm
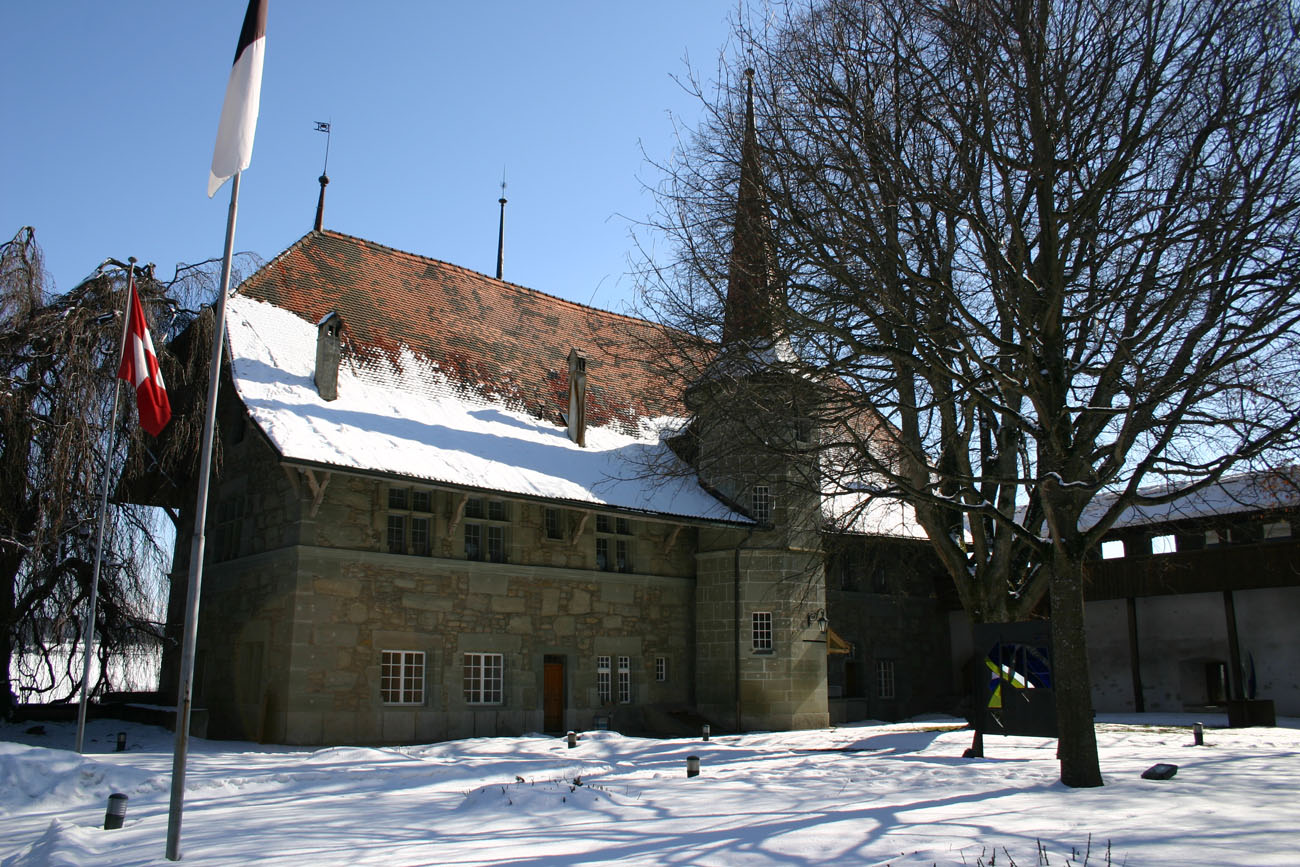
Südostbau («neues Schloss») mit Treppenturm
Schloss von Südosten (um 1900)
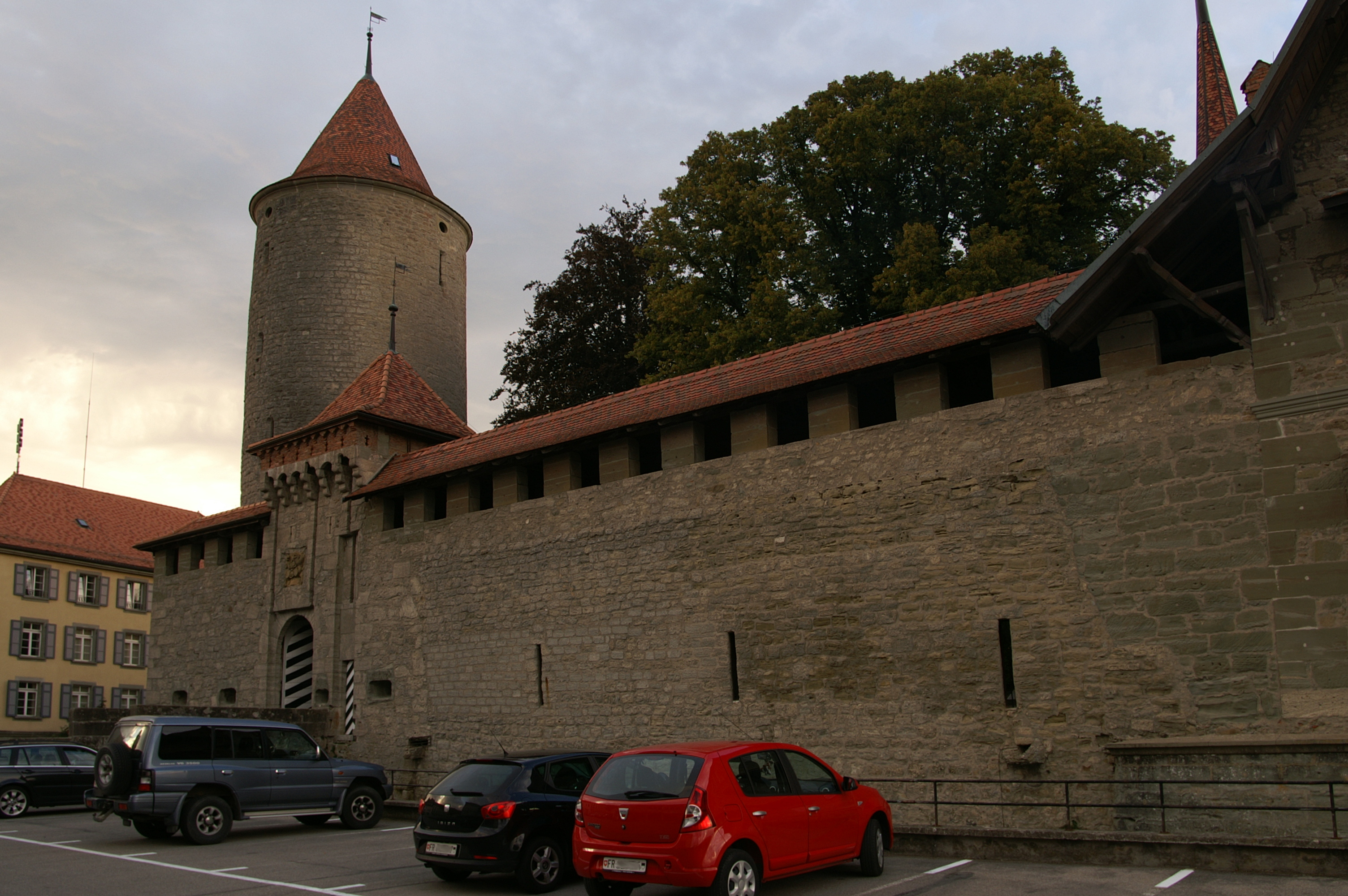
Südseite mit Wehrgang
Luftbild der Stadt mit Schloss (1958)
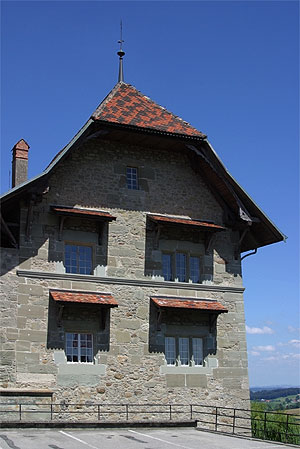
Südostbau («neues Schloss») Aussenseite

## Nutzung
Im Laufe der Jahrhunderte befanden sich im Schloss u. a. Nutzungen als Scheune, Garage und Gefängnis. Im Jahr 1981 wurde hier das «Musée suisse du vitrail et des arts du verre» (deutsch Schweizer Museum für Glasmalerei und Glaskunst) eingerichtet, das seit 2006 «Vitromusée Romont» heisst und sich im Hauptturm befindet, wohingegen der Wohntrakt weiterhin als Sitz der Präfektur dient. Seit 1988 ist auch das «Vitrocentre» hier beheimatet. Das Schweizerische Inventar der Kulturgüter von nationaler und regionaler Bedeutung führt das Schloss auf seiner Liste als A-Objekt – d. h., es besitzt nationale Bedeutung – mit der KGS-Nummer 2293.